# Zehnthaus (Odendorf)

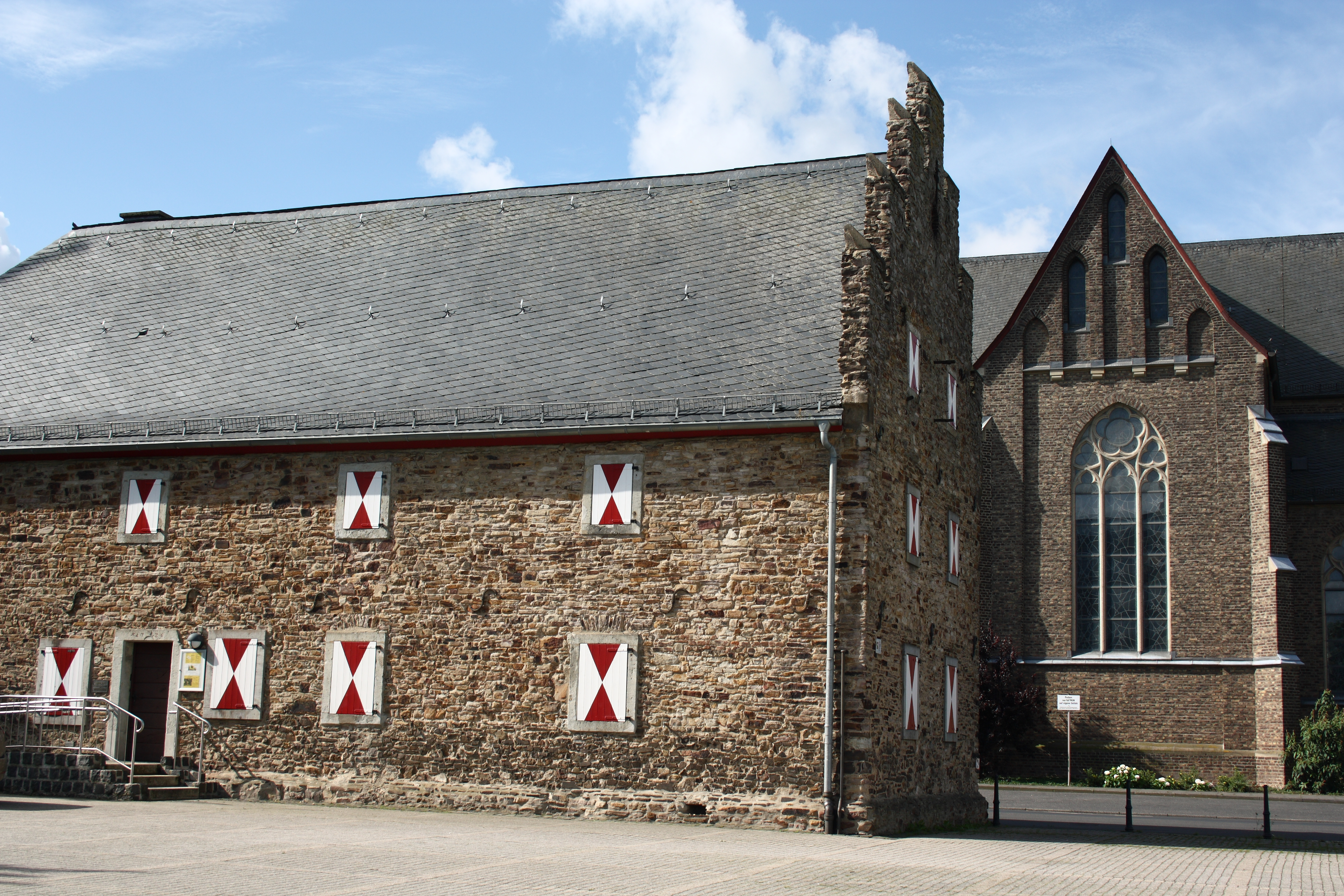
Zehnthaus in Odendorf, daneben die alte Kirche St. Peter und Paul

Das Zehnthaus in Odendorf, einem Ortsteil der Gemeinde Swisttal im Rhein-Sieg-Kreis im Süden Nordrhein-Westfalens, wurde 1726 errichtet. Das Gebäude am Zehnthof 1, neben der alten Kirche St. Peter und Paul, ist ein geschütztes Baudenkmal.
Das ehemalige Zehnthaus gehörte zum Blankenheimer bzw. Kartäuserhof in Odendorf. Der zweigeschossige Bruchsteinbau wird von einem Satteldach gedeckt. Der Treppengiebel stammt aus dem 19. Jahrhundert. Im Innern sind die ehemaligen Speicherräume durch Längsmauern mit Rundbogenöffnungen unterteilt.